# Phacelia
Genre
Classification APG IV (2016)
Phacelia est un genre botanique de la famille des Hydrophyllaceae selon la classification classique de Cronquist (1981), des Boraginaceae selon la classification phylogénétique APG IV (2016). Il comprend environ cent cinquante espèces de plantes annuelles, bisannuelles ou vivaces dont certaines sont arbustives, toutes originaires des Amériques.
Le nom Phacelia vient du grec φάκελος (phákelos) qui désigne le faisceau, le fagot ou la fascine, faisant allusion aux crosses en faisceau de la floraison des espèces du genre.
Le contact avec certaines espèces de phacélies peut provoquer, chez des individus sensibles, une éruption cutanée très désagréable semblable à celle provoquée par les espèces du genre Toxicodendron ou par le sumac grimpant.
On plante souvent des phacélies en bordure de champ pour nourrir les syrphes, dont les larves dévorent les pucerons.
Les phacélies intéressent aussi d'autres insectes butineurs : ce sont des plantes mellifères.

## Quelques espèces
- Phacelia argillacea (endémique de l'Utah)
- Phacelia bolanderi
- Phacelia calthifolia
- Phacelia campanularia - cultivée comme plante ornementale de terrain sec
- Phacelia congesta
- Phacelia cicutaria
- Phacelia crenulata
- Phacelia fimbriata
- Phacelia fremontii
- Phacelia hastata
- Phacelia integrifolia
- Phacelia lyallii
- Phacelia minor
- Phacelia purshii
- Phacelia sericea
- Phacelia tanacetifolia - la phacélie à feuilles de tanaisie est utilisée en agriculture comme plante mellifère et comme engrais vert.

## Galerie

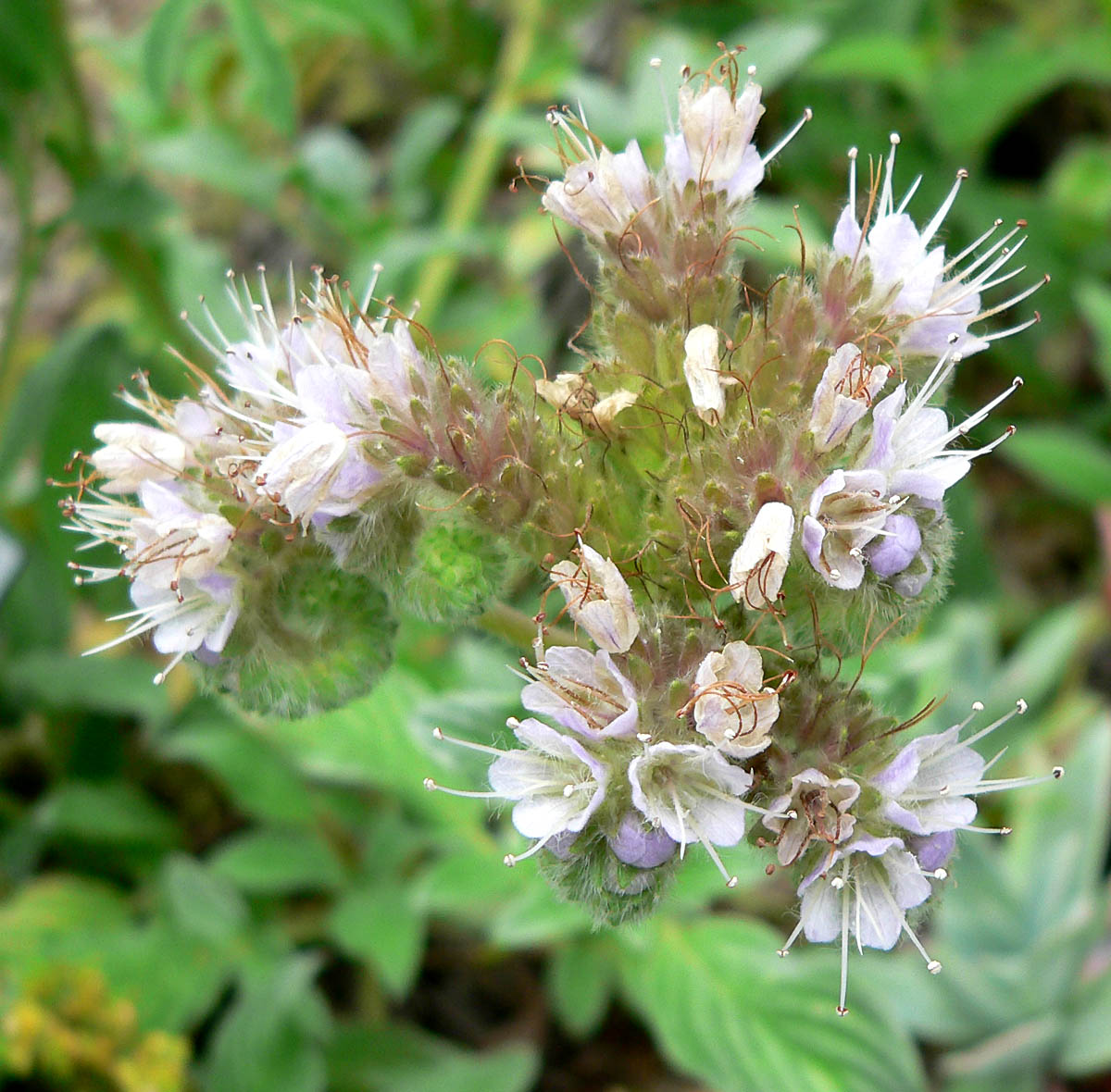
Phacelia argentea
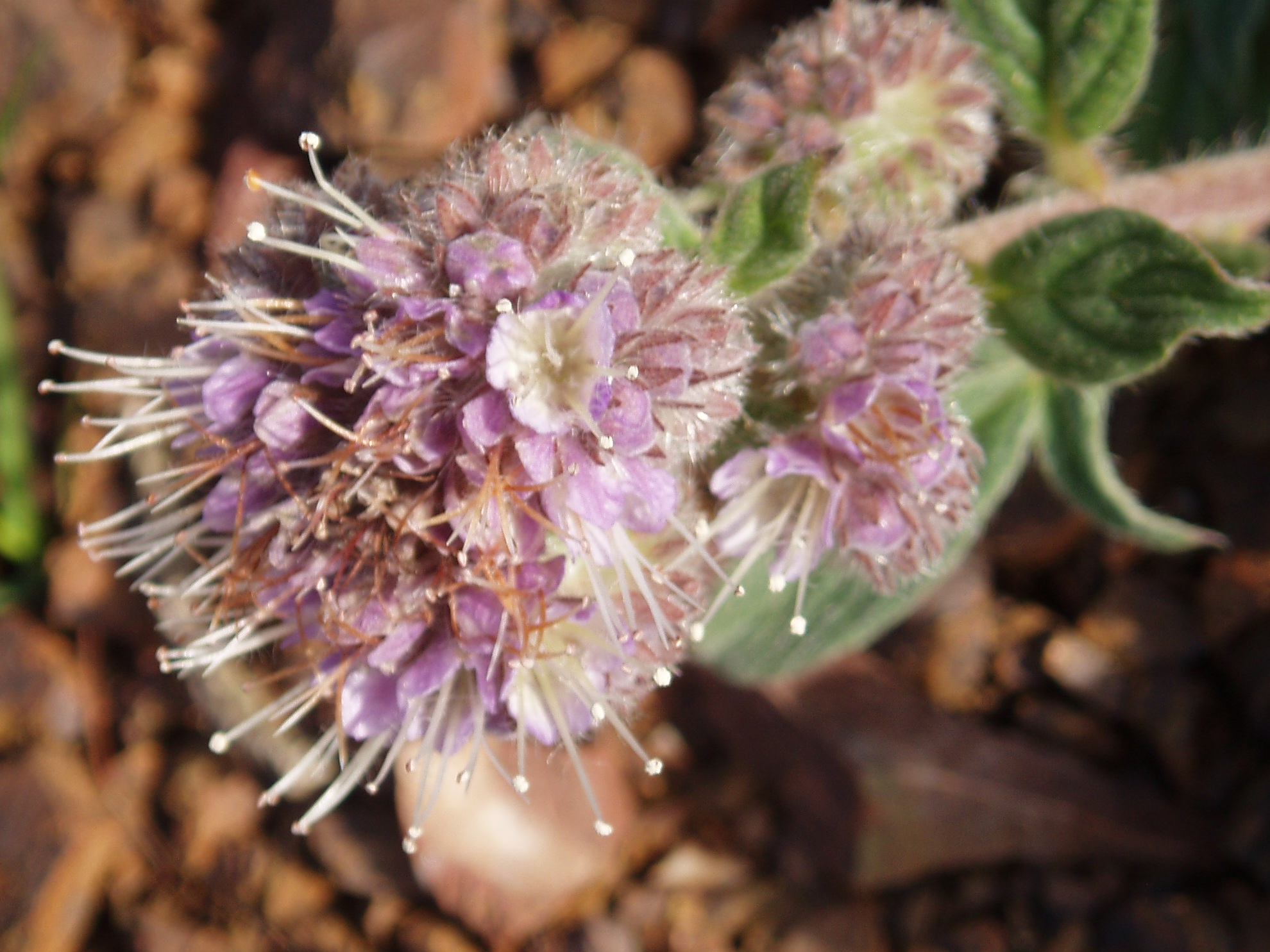
Phacelia californica
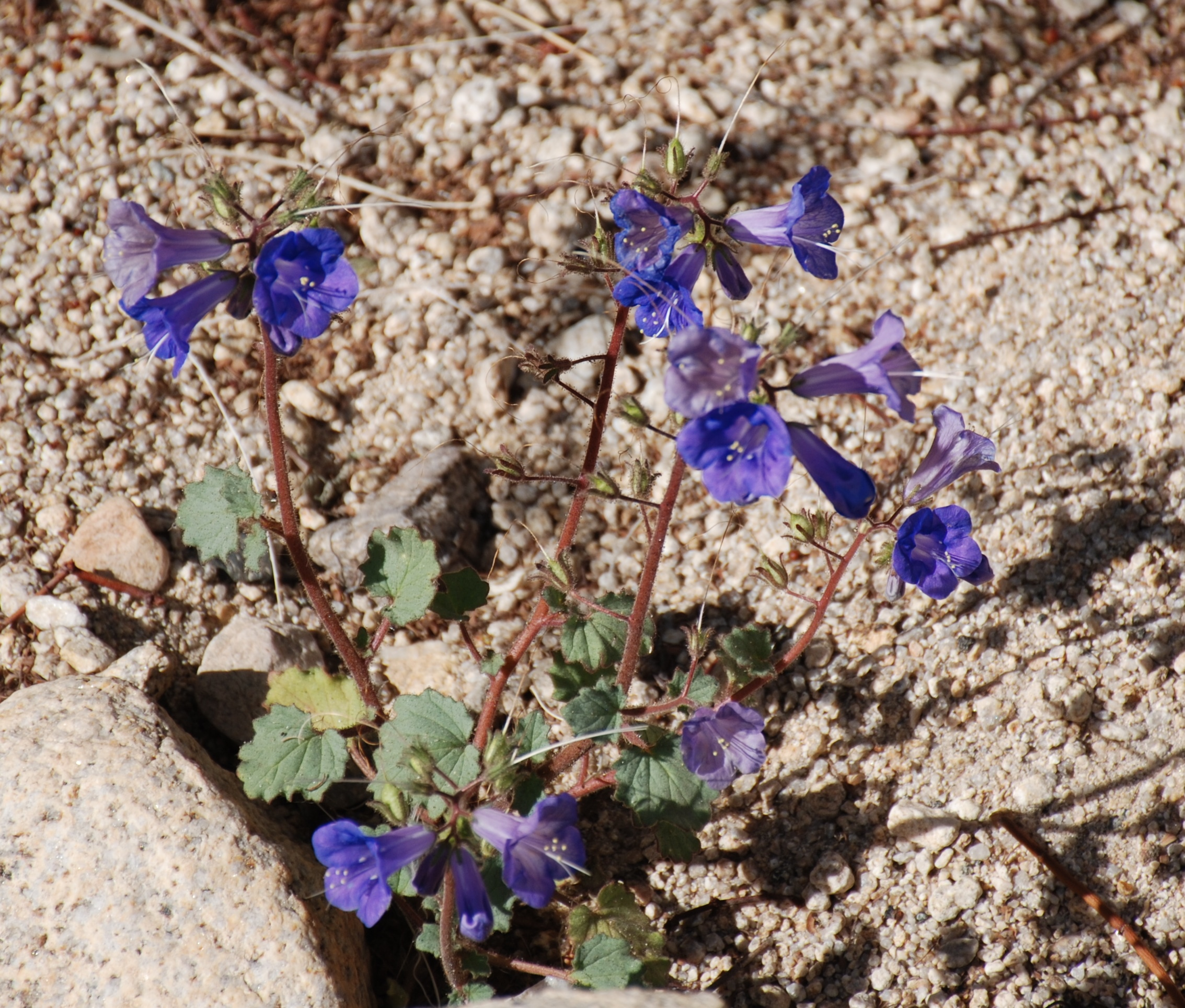
Phacelia campanularia
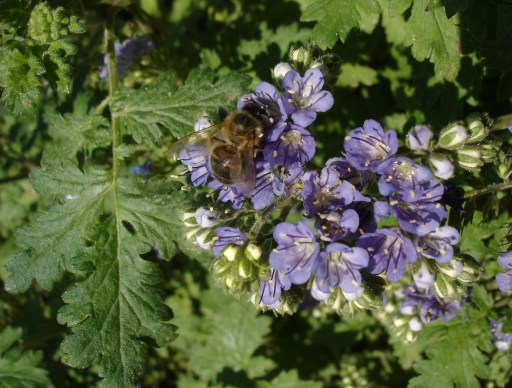
Phacelia congesta
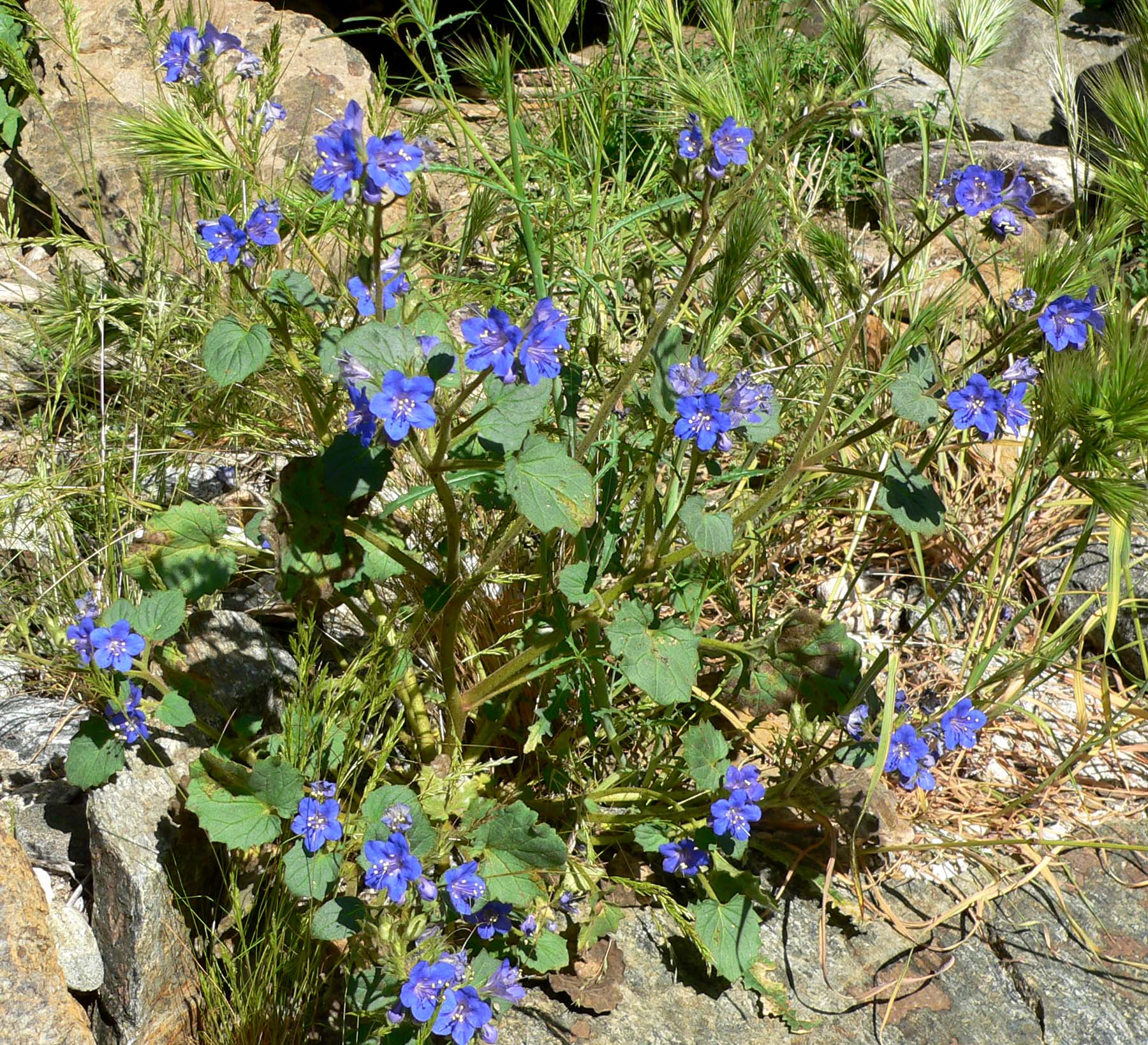
Phacelia parryi
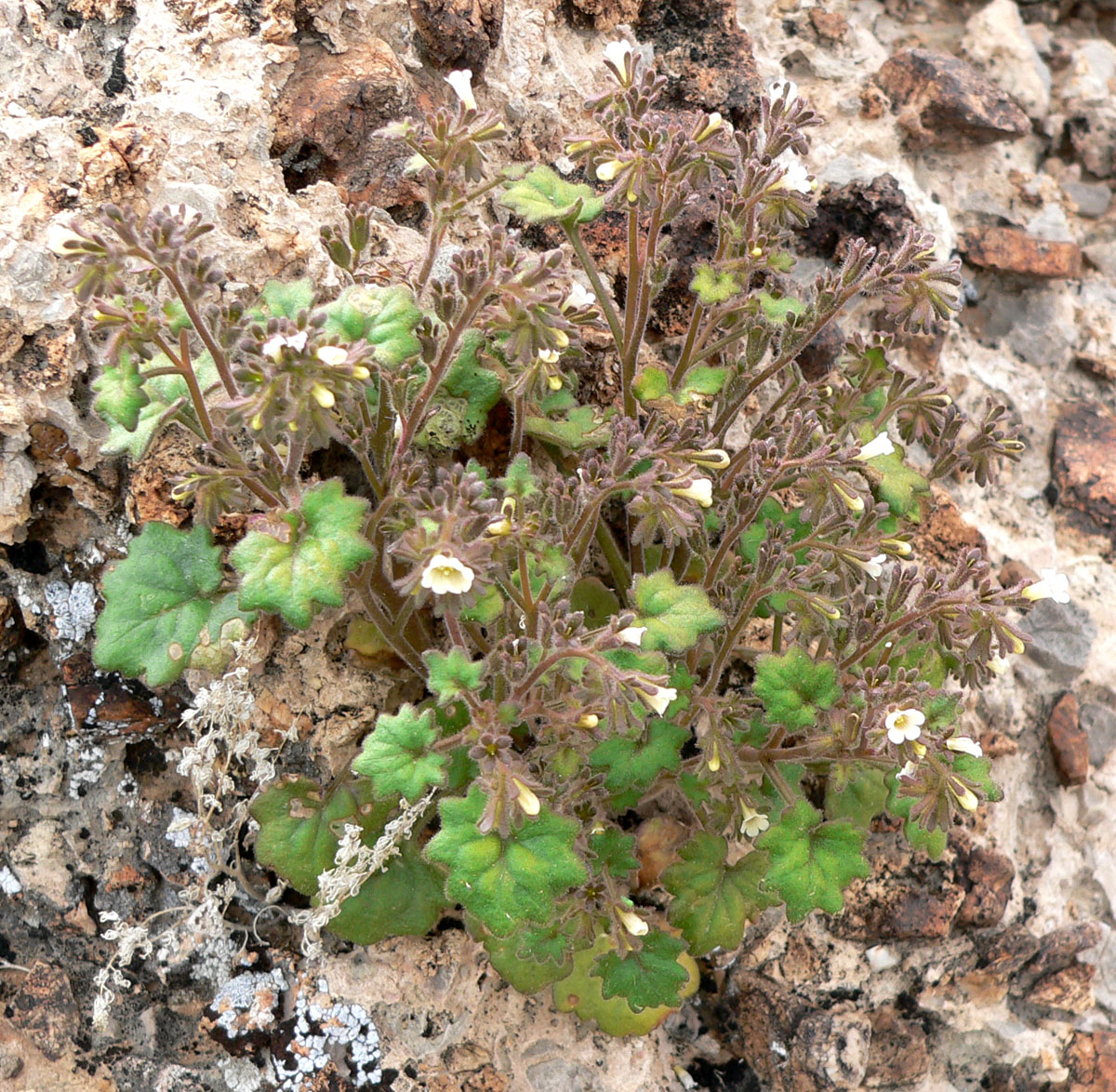
Phacelia rotundifolia
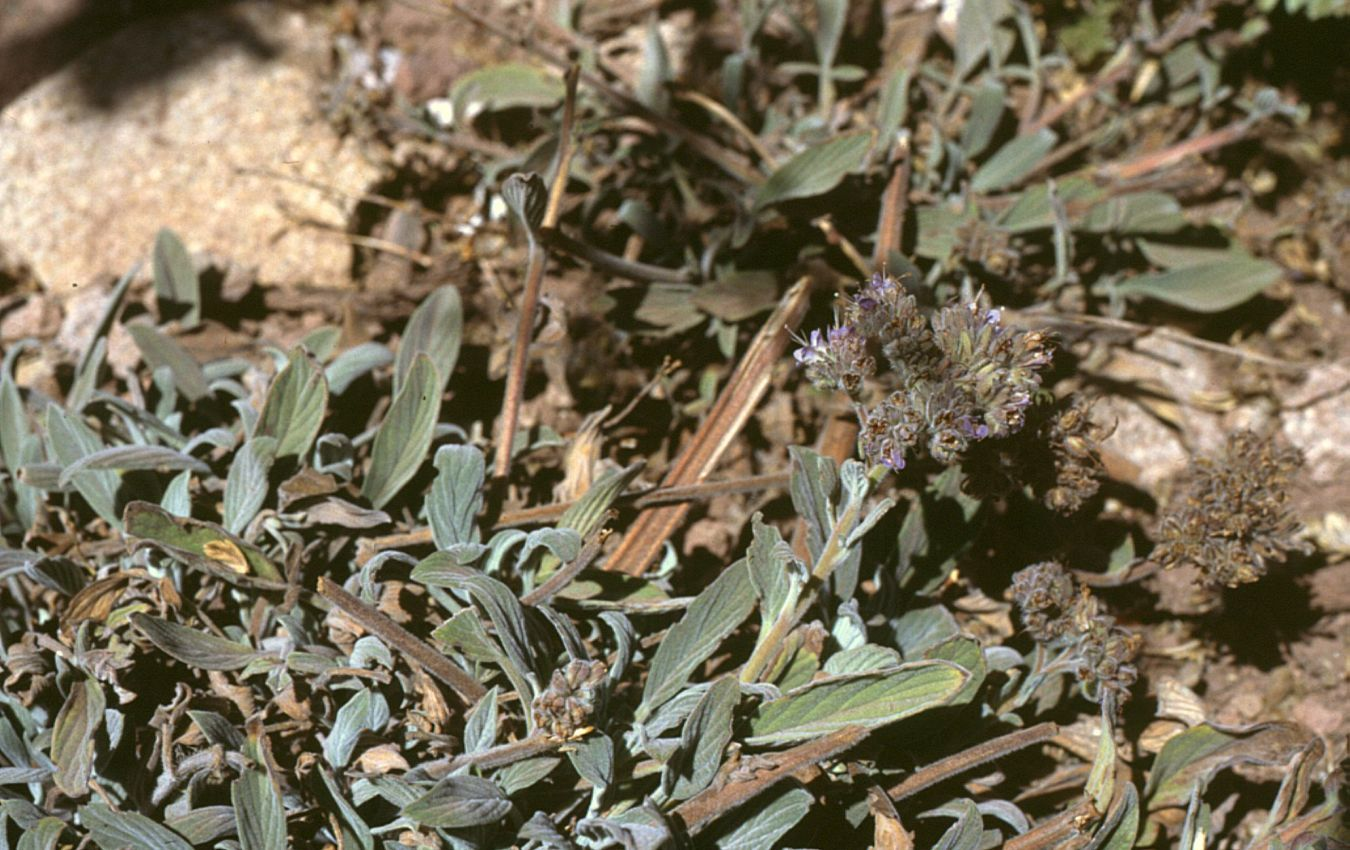
Phacelia secunda
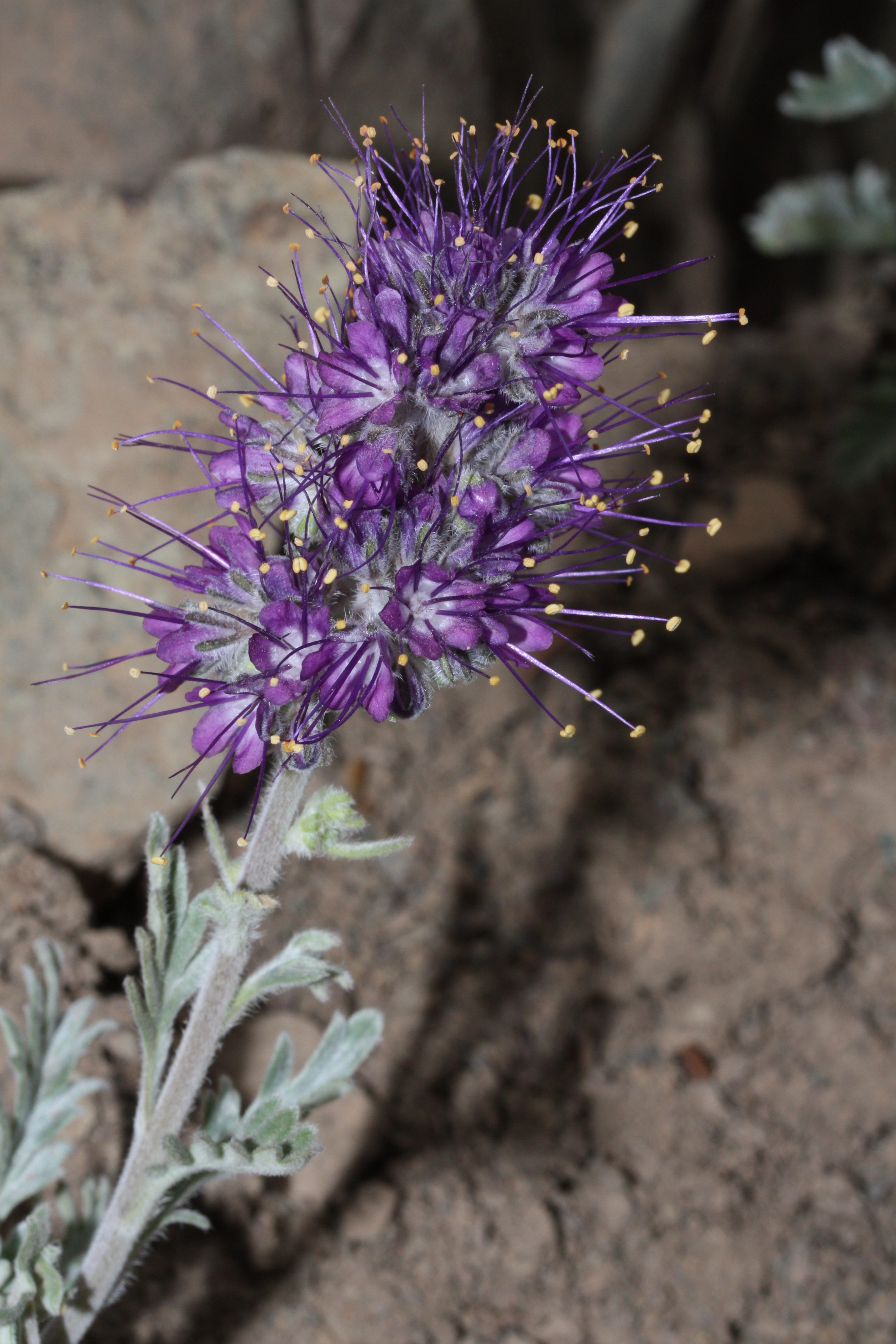
Phacelia sericea
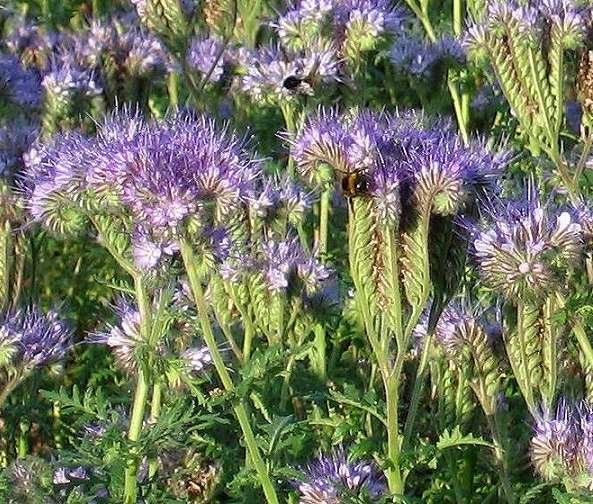
Phacelia tanacetifolia